# ブレイブリーセカンド
『ブレイブリーセカンド エンドレイヤー』（BRAVELY SECOND END LAYER）は、スクウェア・エニックスより2015年4月23日に発売されたニンテンドー3DS用ゲームソフト。略称は『BSEL』。アメリカでは2016年4月15日、ヨーロッパでは2016年2月26日に発売された。

## 概要
『ブレイブリーデフォルト フライングフェアリー』（BDFF）および『ブレイブリーデフォルト フォーザ・シークウェル』（BDFtS）の正式続編で、前作から数年後の物語が描かれる。ブレイブリーシリーズのコンシューマーゲーム第2作目。
前作でBGMを担当したRevo（Linked Horizon）から今作ではryo（supercell）に変更などコンポーザー、シナリオライター等一部を除いて、メインスタッフは『BDFF』、『BDFtS』から多くが続投されている。

## ストーリー
前作「ブレイブリーデフォルト」にて宿敵ウロボロスを撃破後、世界を救った4人は「光の戦士」と人々から讃えられていた。
イデアはエタルニア近衛師団長となり、公国の立て直しに奔走した。
リングアベルはDの手帳をイデアに預け、何処かへ去って行った。
アニエスは暴走した4つのクリスタルを正常な状態に戻す旅を終えた後にクリスタル正教を立て直し、法王に就任した。
ティズは宿っていた魂が還ったことで昏睡状態となり、エタルニア公国の医療カプセルの中で眠り続けていた。
各々の道に進んでから2年半後、全世界の人々が待望するクリスタル正教とエタルニア公国との和平調印式が正教首都ガテラティオにて平和裏に進められていたが、調印の直前にグランツ帝国の皇帝オブリビオンが窓を破って乱入する。
エアリーと酷似する妖精アンネとともに現れた皇帝は圧倒的な力で聖騎士ブレイブ・暗黒騎士アナゼル・正教騎士団三銃士リーダーのユウ・ゼネオルシアを一蹴し、アニエスのペンダントを破壊した上で浮遊城ディアマンテへ連れ去った。
奇跡的に回復したユウは他の正教騎士団三銃士ジャン・ニコライと再会し、法王アニエスの奪還を誓う。
巡教の森で先行していた正教騎士団と合流するものの、仲間だったジャンに裏切られ一団は壊滅する。
ユウはガテラティオまで逃げ延びたものの、街は既に帝国軍に再襲撃を受けており大聖堂でニコライが戦いから手を引いて生き延びるよう遺言を残して死亡する。
ユウは独りになりながらも、どんな苦境に立たされても決して諦めない「がんばリベンジ」の信念の下、アニエス救出を続行する。
その矢先に皇帝から送られた刺客の黒巫女アヤメに襲撃され追い詰められるも、間一髪のところでイデアが登場し、二人の力でアヤメを撃退する。
浮遊城に向かう途中に墓標の村で休息を取っていると宇宙船が突如墜落し、中で倒れていた謎の女性マグノリアを介抱する。
彼女の目的は浮遊城にいる「魔王」なる存在の打倒であり、同じく浮遊城を目指すことから一行の仲間に加わる。
その後、占領されていた公国軍総司令部の医療カプセルにて、占星術師ノルゼンより託された「神界の霊石」を使うことでティズは長い眠りから目覚め、攫われたアニエスを救出するために一同の仲間に加わった。
議事堂にて4人は浮遊城を目前まで追い詰めるも、ジャンと死亡したはずのニコライによって阻まれる。辛くもジャンたちに勝利したものの、旧友にとどめを刺すことはできず、浮遊城とともに取り逃がしてしまう。
一同はその後、飛び去った浮遊城を追跡する旅に出る。
ユウたちはアニエスを救出し、魔王を倒すことができるのか。皇帝の目的は何か。ユウたちは長い旅路の果てに衝撃の真実を目の当たりにする。

## システム
シナリオは序章、第1章から第6章の全7章構成となっている。前作の平行世界・多元世界論の設定を強く表に出しており、第四の壁と時間遡行がストーリーの要の一つとなっている。
ブレイブリーセカンド
SP（スリープポイント）を消費して、使用者以外の時間を停止させて行動するシステム。
『ブレイブリーデフォルト フォーザ・シークウェル』（以下・BDFtS）にて本作に先駆けて採用されていたシステムであり、3DSをスリープ状態にすることでSPを蓄積させ、戦闘中にSPを消費することで時間を止めて一方的に行動できるようになる。多用はできないものの時間停止中は必ずクリティカル攻撃になる、9999を超えるダメージを与えることができる等の強力な効果を持つ。このシステムにより、3DSをスリープ状態にさせること自体がメリットになるようになった。また、BDFtSとは異なり、ストーリーに密接に関わっている概念である。
Uの手帳
前作の「Dの手帳」に相当する、ゲーム中の情報を閲覧できる辞典。
モンスター図鑑は各モンスターの撃破記録だけでなく、撃破数が増えることで図鑑のページが追加されるようになったため、コンプリートは前作より達成しにくくなった。他にも武器や防具なども含めたアイテム図鑑、ラーニングした猫技や調合したパティスリーの情報も閲覧できる。イベントビューアはメインイベントやサブイベントを再生でき、チャットやテント内の会話、バトル中の会話も閲覧できる。選択肢によって分岐するイベントも存在するため、全イベントをコンプリートするには周回プレイが必要になる。
月面基地復興
前作の「ノルエンデ村復興」に相当するミニゲーム。魔王ディアマンデによって破壊された月面を人を送り込んで復興していく。施設を建造することで必殺技に追加効果を付与できるようになるなどメリットは大きい。特に3DSをスリープ状態にしても復興は進むため、3DSをスリープさせることの重要性が高い作品となっている。また、インターネット通信やすれ違い通信を通じて強敵が配信される点はBDFtSと同じだが、今作では強敵を弱体化させる兵器「バスターシップ」が実装されている。
前作と同様に復興マップには強敵が飛来することがある。今作では前作でもデザインを担当した増田セバスチャンに加え、新たにチェコのアニメ作家ノロ・ドゥルジアクによってデザインされた魔王が配信される。
カプカプメーカー
パーティ4人でカプカプのぬいぐるみを作るミニゲーム。作られたぬいぐるみを売ることで「カプ」と呼ばれる特別な通貨を入手できる。カプは作業能率を上げるアイテムを購入・使用するために使われる他、ピークと換金することもできる。また、売値が特定の金額に達するとBGMが解放され、ミニゲーム内で自由に視聴できるようになる。片手間にできる内職ゲームとして導入されているが、アチーブメント（目標）は片手間のプレイでは達成できない。
連続チャンス
1ターンで通常戦闘に勝利すると発生。挑戦すると連戦となり、勝利することでバトル報酬が増加する。1ターンで勝利数を重ねるほどさらにバトル報酬が増加していくが、勝利時のBPをそのまま持ち越す等、前作の「戦闘ボーナス」とは大きく異なっている。
戦闘開始時、「連戦の予感…!」のメッセージが出ると勝利ターン数に関係無く連戦になる。
バーターサブシナリオ
イデアが主人公を務めるサブイベント群。前作の登場人物が中心で、意見の割れる2者のどちらを支持するかを選ぶ分岐シナリオ。賛同しなかった方の所有者を戦闘で倒すことでそのアスタリスクを入手できる。そのため、どちらか一方のアスタリスクしか入手できない。また第1-3章のサブシナリオはどちらの選択をしてもイデアが結果に悩むこととなるが、第5章以降のシナリオ選択ではどちらの選択をしても選択しなかった方も納得できる結末になる。

## ジョブ一覧
今作ではアビリティ「覚醒」によってジョブLV11が追加された。

### 新規ジョブ
ウィザード
攻撃魔法と魔法効果を変化させて攻撃する「修飾句」を使いこなす。固有コマンドは「精霊魔法」。ジョブ特性は魔法に修飾句を追加できる「ポストスクリプト」。
LV11アビリティは修飾句『ノヴァ』が使用可能となる「修飾句LV5」。
チャリオット
武器適正は平凡だが攻撃時に武器適正を上昇させる、物理攻撃に特化したジョブ。固有コマンドは「戦技」。ジョブ特性は戦闘時に装備している武器適正をたたかうを実行するたびに1段階上げる「戦闘民族」。
LV11アビリティは種族弱点をついた際、必ずクリティカルになる「急所突き」。
フェンサー
「構え」を変えて様々な状況に対応できるアタッカー。固有コマンドは「剣技」。ジョブ特性は構えを変えても前の構えのステータス補正が10ターン持続する「構え効果持続」。
LV11アビリティはウルフの構えになり物理、魔法攻撃力を最大に上げる「紅蓮のウルフ」。
ビジョップ
回復に特化したヒーラー。固有コマンドは「神聖魔法」。ジョブ特性は同じ魔法を同じ対象に連続して発動させると魔法の威力が上がる「二言」。
LV11アビリティは神聖魔法『フェイト』が使用可能となる「神聖魔法LV7」。
占星術師
味方のステータスや属性を強化する補助系ジョブ。固有コマンドは「月魔法」。ジョブ特性はステータス上昇や特殊効果を付与するアビリティをターンの最初に発動させる「先制術」。
LV11アビリティは月魔法『ステータスバリア』が使用可能となる「月魔法LV7」。
ねこ使い
特定のモンスターの技をラーニングして使用できるが、技は専用の消費アイテムを使用しないと発動できない。固有コマンドは「使役」。ジョブ特性はモンスターから受けた特定のアビリティを習得できる「ラーニング」。
LV11アビリティはねこ技、奥義による与ダメージが150%になる「ねこまんま」。
トマホーク
複数対象への攻撃や補助効果を付与できるジョブ。得意武器は銃。固有コマンドは「精霊技」。ジョブ特性は通常攻撃の命中率を100%上げる「ホークアイ」。
LV11アビリティは味方の行動でダメージを与えた際に25%の確率で追撃を行う「クロスファイヤー」。
パティシエ
お菓子作りに長け、敵に状態異常やステータス弱体を付与する。固有コマンドは「製菓」。ジョブ特性はステータスダウンの継続ターン数を2倍にする「弱体長期化」。
LV11アビリティは敵全体にランダムでパイを4回ぶつけてステータスダウンさせる「パイメテオ」。
エクソシスト
敵や味方の状態を数ターン前に戻すことができるサポート系ジョブ。固有コマンドは「浄化」。ジョブ特性はアンドゥ系で遡れるターン数を3ターンまでにできる「トロワ」。
LV11アビリティはターン終了時に自身のHP、MPを1ターン前に戻す「オートアンドゥ」（1ターン前のHP、MPの方が低い場合は戻らない）。
ガーディアン
霊力を操り強力な攻撃や強化が得意。他人に憑依することで他人のアビリティも使用可能。固有コマンドは「霊技」。ジョブ特性は霊力が溜まるようになる「守護霊」。
LV11アビリティは憑依系のコマンドを使用した際、憑依元と憑依先両方のアビリティが使用可能になる「ダブルソウル」。
皇帝
全体的に能力値が高く、敵味方全員に効果を及ぼすアビリティを習得する。固有コマンドは「覇道」。ジョブ特性は戦闘終了後、自身のHP、MP、異常が戦闘開始前に戻る「ツェルベルス」。
LV11アビリティは敵味方全体の行動が必ずクリティカルになる「オーバーロード」。
妖狐
隠しジョブ。全体的に能力値が高く、各地に点在する石碑に封印された七つの大罪と称される悪魔を倒すことで悪魔の持つ技が使用できる。固有コマンドは「悪魔召喚」。ジョブ特性は戦闘中に使った魔法が25%の確率でノーコストで再発動する「やまびこ」。このジョブを入手後に各ジョブのLV11が解放される。
LV11アビリティは化けるが使用可能になる「悪魔召喚LV8」。

### 前作からのジョブ
すっぴん
初期状態のジョブ。今作ではジョブ特性が致死ダメージを受けた際、75％の確率でHP1で耐える「ふんばる」に変更された。
前作のジョブ特性「大器晩成」はLV11で習得できるアビリティに変更されている。
赤魔道士
LV11アビリティは1度の行動で2回魔法が発動する「連続魔」。
シーフ
今作では、アイテム以外にもHPやSPを吸収して奪う技も使用できる。また、ジョブ特性が「盗賊の極意」から盗めるアイテム数が2つになる「むしりとる」に変更された。
LV11アビリティは通常では盗めないレアアイテムを25%の確率で盗む「いいものぬすむ」。
ソードマスター
LV11アビリティは使用ターンで自分以外の味方がダメージを受けた際に反撃する「月に叢雲花に風」。
召喚士
今作でもアスタリスク所持者メフィリアが1体を除き、召喚獣を解放したため各地に隠れ住む隠者の試練を受けて生き残ることで召喚獣を入手可能。
LV11アビリティは前作の魔界幻士が使用可能だった自身に召喚獣を宿してステータス強化する「召喚魔法LV5」。
白魔道士
今作では、ジョブ特性が「自然治癒力」から50%の確率で受けるダメージを半減する「天使の加護」に変更されている。
LV11アビリティは白魔法『ミレイズ』が使用可能になる「白魔法LV7」。
商人
LV11アビリティは受けたダメージの半分のpqを入手する「インシュアランス」。
黒魔道士
今作では、主に状態異常関連の黒魔法が無くなっており、使用できる黒魔法はHPやMPを吸収する「ドレイン」、「アスピル」を除けば攻撃魔法のみである。
LV11アビリティは黒魔法『フレア』が使用可能になる「黒魔法LV7」。
狩人
今作では、ジョブ特性が「ホークアイ」から通常攻撃全段ヒットでダメージが上乗せされる「プリシジョン」に変更された。
LV11アビリティはバーサク状態時に80%の確率で特定の物理攻撃アビリティをノーコストで発動する「野獣化」。
ナイト
LV11アビリティは味方が単体物理攻撃でダメージを受けた際に半分のダメージで攻撃を受ける「立ちはだかる」。
忍者
LV11アビリティは対象のステータスアップとダウン効果を逆転させる「諸行無常」。
モンク
LV11アビリティは自分以外の味方全員のBPを1消費して敵全体に物理攻撃を放つ「勇気玉」。
ヴァルキリー
LV11アビリティはジャンプ系アビリティの攻撃までのターンを1ターン短縮する「アクセラレート」。
海賊
LV11アビリティは敵のステータスダウン効果の数によって与ダメージが上昇する「荒くれ者」。
スーパースター
今作では、ジョブ特性が「歌唱消費MP節約」からターンごとにステータスが上がっていく「ボルテージ」に変更された。
LV11アビリティは味方の物理防御力と魔法防御力を上昇させる「巨大船」。
時魔道士
LV11アビリティは時空魔法『クイクガ』が使用可能になる「時空魔法LV7」。
暗黒騎士
LV11アビリティは最大HPの30%を消費して対象のBPが少ないほどダメージが上がる闇属性の物理攻撃を放つ「暗黒・災」。
聖騎士
隠しジョブ。LV11アビリティは武器装備時、物理攻撃を行ったターンの受けるダメージを75%にする「ウェポンガード」。

## 登場人物

### 主要人物
ユウ・ゼネオルシア（Yew Geneolgia）
声 - 浪川大輔
本作の主人公。「疾風のファルコン」の異名を持つ「正教騎士団三銃士」のリーダー。16歳。
数年前に急逝した先代当主に代わり、幼くして名門ゼネオルシア家の当主となった。イスタンタールでの4年の留学生活を史上23番目の6星学生という優秀な成績で終え帰国。直後に正教騎士団に入団し、ほどなく歴代ゼネオルシア家当主が務めてきた正教騎士団三銃士のリーダーに就任する。クリスタル正教とエタルニア公国の和平調印式において、アニエスの警護を担当することになるが、皇帝オブリビオンの圧倒的な実力に敗北し、アニエスをさらわれてしまう。その後、旅の途中で出会ったイデア、マグノリア、ティズと「アニエス様たすけ隊」を結成する。
本の虫で、学者志望であった。兄のデニーが家を継ぐと思っていたが、父親が後継者に指名したのは兄ではなくユウだった。その後、失踪した兄を探して、様々な文献や賢者、怪しげな呪い師まで頼って、兄が後継者となる条件として父グリードが指定したブレイブリーソードを探し出すも、ブレイブリーソードに騎士である兄の大事な右腕を奪われる。
旅の最中に「未来を作るのは過去の否定ではなく踏み出す勇気だ」という信念を持つようになり、過去の世界に戻ってデニーを説得する事に成功した。一方で「過去を捨てたくは無い」と、冒頭でジャンとニコライとともに誓った「アニエス様たすけ隊」の結成を懐かしがる、という甘ちゃんぶりも健在であった。ちなみに「アニエス様たすけ隊」の名称は名付け親である彼自身、気恥ずかしかったらしい。
自覚は無いがネーミングセンスに難があり、ユノハナの移動船である「湯船」以外に候補になった名前は一行に却下させるほど痛々しい。
エンディングでは上官の命令を無視して月に帰らなかったマグノリアにプロポーズをし、承諾された。
イデア・リー（Edea Lee）
声 - 相沢舞
前作でルクセンダルクを救った後公国軍に復帰し、父ブレイブを助け公国の立て直しに尽力。新設された近衛師団の団長となり、アニエスと共にエタルニア公国とクリスタル正教の和平の道を切り開く。しかし、アニエスがさらわれたと聞き、詳しい状況を探るために単身エタルニアの街に向かった。その後、ジャン、ニコライに裏切られ、途方に暮れてた所をアヤメに襲われていたユウを救い、仲間になる。
サブシナリオでは主人公となり、数々の苦難の選択を強いられることになる。
リングアベルへの想いを捨てきれず、妖狐の精神攻撃でそれを含めた孤独感を突かれた際に彼が現れた時は泣いて喜んだ。一方で、彼の平行世界の同一存在（この世界のリングアベル）であるアナゼルに対しては、彼の空気が読めない言動もあってプロポーズを一蹴している。
ティズ・オーリア（Tiz Arrior）
声 - 斎賀みつき
前作の主人公。前作序盤のノルエンデ村の壊滅時に致命傷を受けていたものの、神界の住人であるプレイヤーの魂がティズに宿ったことで命を保っていた。ウロボロス撃破後にプレイヤーの魂が抜け出たため昏睡状態となり、エタルニア公国の医療カプセルの中で眠り続けていた。
アルタイルの魂が宿る神界の霊石を使用することで蘇生し、攫われたアニエスを救出するためにユウたちの仲間に加わった。後に月夜にのみアルタイルがティズの身体を借りて会話することができるようになり、度々パーティに旅の助言を与えていた。エンディングでアルタイルの魂が抜け出たことで再び昏睡状態に陥るが、アニエスが想いを満たした砂時計を使用することで完全蘇生を果たした。
前作に引き続き朴念仁であり、ユウとマグノリアの相合い傘や金魚すくいを邪魔しそうになるところを仲間から止められている。あまり感情を表に出さないが、アニエスを失ったときの絶望感や暗雲として想いを持っていたことをアルタイルによって暴露されている。
マグノリア・アーチ（Magnolia Arch）
声 - 恒松あゆみ
本作のヒロイン。月の民の生き残りである謎の女性。１年前に飛来した魔王ディアマンテによって月は壊滅し、魔王を追ってルクセンダルクに向かったが、ロケットの故障で墓標の村に不時着したところをユウに介抱された。魔王は浮遊城にいることから同じ目的地を目指すユウたちの仲間に加わり、公国軍総司令部の医療カプセルからティズを救出する。この救出劇が『BDFtS』のシークレットムービーとして収録されている。
日本語と英語（日本語がルクセンダルクの言語、英語が月の言語に対応している）が混じった独特の口調で話す。道中では月には無い船旅やご当地グルメなど、ルクセンダルクの文化や文物を楽しんでいる。なお、月では本当の名前は結婚相手にしか教えないという風習があり、マグノリアの名前はユウからもらった花の名前から咄嗟に名乗ったものである。
アニエス・オブリージュ（Agnès Oblige）
声 - 小清水亜美
前作から数年後、瓦解しかけていたクリスタル正教を見事にまとめあげ、正教の長い歴史の中でわずか3人しかいない法王職に数百年ぶりに就任。世界各国との要人との親交もあり、信徒以外の民衆からも絶大な人気を集めている。
クリスタル正教とエタルニア公国との和平の実現に尽力するが、その成果ともいえる和平調印式の最中、グランツ帝国にとらわれてしまう。
前作で入手した平行世界と交信できるペンダントは皇帝オブリビオンにより2つに砕かれてしまったが、その効力は失われなかった。欠片を通して、幽閉先からユウと通信が取ることができる。メニュー画面ではユウ達にアドバイスをくれる。
エンディングでは正教の全てをおばば達や後進に任せて正教を去り、オブリージュの名を捨て「アニエス・オーリア（Agnès Arrior）」を名乗るとティズにプロポーズした。

### アスタリスク所持者
ジャン・アンガルド
声 - 加瀬康之
正教騎士団三銃士の一人。「烈火のウルフ」の異名を持つ剣の名手。16歳。「要するにアレだ」が口癖。貧しい農家の出身で、近隣の村々に響き渡るガキ大将で、貴族の子弟と大喧嘩することもあった。数年前に両親と死別後、その腕っぷしの強さを認められ剣術特待生としてイスタンタールに留学。イスタンタールでは同郷のユウと友情を深め、飛び級によりユウより一足先に卒業し、帰国。正教と公国の和平の機運が高まり、正教騎士団の再結成が認められると、身分にとらわれない登用制度により入団が認められる。その後、剣の腕前と数多くの武功をもって出世し、三銃士になる。
だが、その正体はグランツ帝国に所属する「フェンサー」のアスタリスク所持者で、序盤にユウを裏切る。帝国所属として活動するようになってからは、服装が帝国のものに変わった他、髪が深い緑に毛先が白く狼のような色合いに変化している。
実は、ゼネオルシア家らが保身の為に公国に対して正教騎士団の解体を提案した事に反発した正教騎士に仕えていたバレストラ家の生き残り。グリードによる粛清で両親一族郎党を殺され、正教とゼネオルシア家に復讐を誓っていた。
キャラクターデザインは石川ヒデキが担当。
ニコライ・ニコラニコフ
声 - 大川透
正教騎士団三銃士の一人。「堅牢のバイソン」の異名を持つ司祭。35歳。重要なことや大切なことは「大事なことなので二度申し上げます」と再度言う癖がある。古くから正教騎士団に所属し、エタルニア公国の圧力によって正教騎士団が解散させられた「白獅子の受難」も経験。騎士団解散後も司祭として教団に身を置き、再結団のために奔走していた。身分にとらわれない実力本位の登用制度を推進しジャンなどの才能ある若者を起用する一方、旧来の有力貴族らとうまく折り合いをつけるなどして、騎士団の運営に尽力している。
だが、その正体はグランツ帝国に所属する「ビショップ」のアスタリスク所持者で、序盤に帝国に殺害されたフリをしてユウを裏切る。その後はジャン同様、帝国の服装に変わり、髪のはねた部分が牛の角のように白く変化している。
その目的はグリードを筆頭とした正教の腐敗に関与した事への贖罪だった。バレストラ家の粛清には攻め手として関わっていた。
キャラクターデザインは石川ヒデキが担当。
アヤメ
声 - 矢島晶子
「黒巫女」の肩書きを持つ「ウィザード」のアスタリスク所持者。エタルニア出身。22歳。グランツ帝国に所属する黒装束の女性で、常に腹話術用の奇怪な人形、タマエを抱いており、クーとは主従関係にある。ユウとは何らかの因縁がある。
その出自は、公国が誕生した年に世界疫病（原死病のパンデミック）が蔓延した地方で、グリード率いるゼネオルシア家一派によって行われた、疫病をばら撒いた魔女の村を滅ぼすという名の虐殺の生き残り。ちなみにグリードはこの功績で獅子の紋章を正教から下賜された。墓前で死んだも同然に泣いていたところをデニーに励まされ、彼についていく事になった。殺された妹を復活させようと、高名な呪術師を招いて数々の禍々しい儀式を行っていたが、結果生まれたのは妹ではなく何百もの化け物とクー・フーリンだった。
キャラクターデザインは土林誠が担当。
クー・フーリン
声 - 稲田徹
「蹂躙のチャリオット」の肩書きを持つ「チャリオット」のアスタリスク所持者。年齢不詳。グランツ帝国に所属する半人半馬の男で、アヤメを主と公言している。背中におびただしい数の武具を背負っており、その無尽蔵な闘気と怒涛の圧力は帝国の将兵をも畏怖させるほど。自身を古代の戦士と称し、古風な口調で話すが、その出自には謎が多い。生まれた時から半人半馬では無く、アヤメに甦らされた際に誤って愛馬と融合して今の姿になった。別名セタンタ。
その正体は、グリードが妖狐の眠る古代神殿から持ち帰った半人半馬像がアヤメの儀式によって自我を持って動かされているもの。そのため、アヤメが死ぬと数刻と持たない。
キャラクターデザインは土林誠が担当。
ノルゼン・ホロスコフ
声 - 緒方賢一
「占星術師」のアスタリスク所持者。ラクリーカ出身。60歳。イスタンタールの大教授。筋肉質で巨体で声がとても大きい。星の運行を見て運命を読み解き、それを啓示する。物事に没頭すると人の話が一切聞こえなくなってしまう。最初は「占い師のおじいさん」として、事態を導くべくエタルニアまで出張っており、ユウとイデアにティズを蘇生するのに必要な「神界の霊石」を渡した。ラクリーカ上空の浮遊城を落とすべく、ラクリーカが犠牲になる事を承知で大規模な砂嵐を起こしていたが、ユウに止められた。趣味は盆栽と社交ダンス。
キャラクターデザインは大久保篤が担当。
ミネット・ゴロネーゼ
声 - 金元寿子
「キャットシッター」の肩書きを持つ「ねこ使い」のアスタリスク所持者。出身地不明。17歳。グランツ帝国に所属する少女で、「ねこの王」を自称する通り、世界中の猫と心を通わせられるが、思い込みが激しく飽きっぽく、作戦をよくトチる。皇帝のペットであるライオンの「ビスマルク」と行動を共にする。敵から受けた技をラーニングして、アイテムを消費することにより猫に技を実行させる「ねこ技」を得意とする。
その正体は、原死病の治療の嚆矢を作った研究者の娘。彼女の母は猫から原死病の抗体となりうる物を採取し、それを用いて作った試薬を自らに何度も打った事で死亡。その母は死ぬ直前にまだ生まれたばかりの彼女に試薬を打ち、それがワクチンの開発につながった。彼女の性格や言動は研究所での過酷な体験から来る「役に立ちたい」という強迫観念によるものと思われ、皇帝に拾われたことで皇帝の役に立ちたいと尽くしていた。最終的に、彼女の生い立ちを知るカミイズミに引き取られる事になった。
キャラクターデザインは大久保篤が担当。
エイミー・マッチロック
声 - 新谷真弓
「褐色のバリスタ」の肩書きをもつ「トマホーク」のアスタリスク所持者。グランツ帝国に所属している。17歳。フロウエルの奥地で生活している少数部族の女性。肉や野菜や木の実など森の食べ物しか知らなかったが、パネットーネのケーキを食べてその美味しさを知り、無理矢理彼についていった。精霊と交信する力を持ち、先端に部族の守り神を模した斧槍をあしらった合体させたスナイパーアクスライフルを愛用している。狙撃の達人であり、遠距離戦では無敵を誇る。ハルトシルトの手前でエイゼンベルク軍を独りで足止めしていた。ダンザブロウとヨーコが弾避けになったおかげで彼女に接近戦を挑めた。
主人公一行が時間遡行した後はエイミーの故郷で店を開いている。時間遡行前の出来事を夢だと思っており、自分の故郷で店を開いてくれたパネットーネの下で売り子をしていた。
キャラクターデザインはabecが担当。
アンジェロ・W・パネットーネ
声 - 森久保祥太郎
「パティシエ」のアスタリスク所持者。帝国のお抱えパティシエ。天才的な菓子作りの腕前を持つ、旅の菓子職人を装い暗躍するグランツ帝国皇帝直属のS級菓子職人。スイーツの味だけでなく、甘いルックスと軽快な話術で女性人気が高い。エイミーは彼にぞっこんであり、どこでどう知り合ったのか全く不明ながら、常に行動を共にしている。食べると仮死状態（本人曰く「お仮死」。症状が出るまでの時間は調節できる模様）になるケーキを作る事が出来る。ハルトシルトの祭りでケーキを売り街の人のほとんどを動けなくした。
主人公一行が時間遡行した後はエイミーの故郷で店を開いており、時間遡行前の出来事を夢だと思っていた。客の行列を邪魔したこともあってエイミーと共に一行に戦いを挑むも敗れ、ユウからガテラティオで店を開くよう勧められ、ゼネオルシア家の紹介状を渡される。
キャラクターデザインはabecが担当。
ガイスト・グレイス
声 - 山崎たくみ
「エクソシスト」のアスタリスク所持者。対象の人物の時間を遡り、受けたダメージ等をなかったことにする「アンドゥ」という特殊能力を得意とする。浮遊城が謎の砲撃を受けたことで、攻撃者を割り出すべく皇帝より派遣された。フロウエルの住民を殺害・蘇生を繰り返して攻撃者の正体を尋問していたがアナゼルによって阻止され退却する。その後、サジッタの隠れ里を襲うも、時間の力を持つSPがSPタンクから周囲に流出されたことでアンドゥが弱体化し、ユウ一行に撃破された。第5章では時空の羅針盤を奪取するも敗北し、公国軍に連行された。
その正体はかつて正教にその名を轟かせた聖祓魔師。世界疫病の際に病で熱を出した息子レヴナントを置いて悪魔祓いの依頼に応じるが、熱の正体が悪魔憑きではなく疫病であることに気付く。悪魔祓いではなく医療による治療と隔離を進言したが、様々な者たちの思惑によって阻止され、結局疫病は世界へ撒き散らされた。1ヵ月後に帰郷した彼を待っていたのはレヴナントの死であった。それを時空の羅針盤を使って無かった事にするために帝国に加担していた。
戦いの後、ブレイブからガイストの急報で医療団を派遣できたおかげで何千何万の命が救われた事が出来たと礼を言われ、親子で公国に連行された。
キャラクターデザインはyokoyanが担当。
レヴナント・グレイス
声 - 原涼子
「ガーディアン」のアスタリスク所持者。相手に憑依することでその者を意のままに操ることができる特殊能力を持つ。浮遊城に乗り込んできたユウたちに襲いかかるも倒され消滅する。第5章ではイデアに憑依して時空の羅針盤を奪取するも敗北し、公国軍に連行された。
その正体はガイストの息子。世界疫病で死亡したが魂は残っており、ガイストが魂を鎧に定着させたことで活動している。公国軍に連行された時にイデアに諭され、父を支えられる存在になることを胸に誓う。
皇帝オブリビオン / デニー・ゼネオルシア
声 - 中井和哉
グランツ帝国皇帝。「皇帝」のアスタリスク所持者。黒い仮面を着けた男で、右腕が義手になっている。口癖は「否定する」。ガテラティオの大聖堂で執り行われたクリスタル正教とエタルニア公国の和平調印式を襲撃し、立ちはだかった正教騎士団を蹴散らしアニエスを拉致した。多くのアスタリスク所持者を配下に従え、謎の「浮遊城」を拠点に巨大な軍事力を背景に世界に戦いの渦を巻き起こす。
その正体はユウの異母兄である「デニー・ゼネオルシア」。剣の達人で正教騎士団三銃士の前リーダーであり、次期当主と目されていたが、父親からブレイブリーソード探索を命じられる。ユウによってブレイブリーソードは発見されるが、その時にブレイブリーソードにユウが騙される形でデニーは右腕を失ってしまう。その後、正教の腐敗の全てはファンダルのせいだと考えていたところにアンネに過去に戻れる方法があると唆され、今回の騒動を起こす。
4章でアンネに騙され200年後の未来に飛ばされてしまう。ユウが過去に戻って調印式で彼を倒し、彼の正体を知った弟のユウから「未来を作るのは過去の否定ではなく、決して諦めない心だ」と諭され、逃亡先のゼネオルシア霊廟でユウたちにゼネオルシア家の悪辣な歴史を語ってもユウの意見は変わらず、兄弟は元の鞘に納まった。
最後はユウたちを救うべく、魔王ディアマンテを道連れに時空の羅針盤で遥か未来に飛んだ。
ヨーコ
声 - 洲崎綾
「妖狐」のアスタリスク所持者。着物に身を包む謎の少女。兄のダンザブロウと生き別れている。
その正体は46億年前からルクセンダルクに存在し、光の大船でやってきた二人に頼んで原死病を自らの体に封じた妖狐。他人の心や記憶を覗き、それを基にした幻を作って相手に見せる事が出来る。正体を明かした際に過去の闇を引きずる主人公一行をからかう。また、『罪』を操る存在であり、罪が具現化した存在である7体の悪魔を使役する。
次元管理局が定めるランクSの要注意ターゲットで、リングアベルが追跡している。相手の心の闇を操るのは「世界を次のレイヤーへと押し上げる革新のため」と言っているが、リングアベルからは「カオスを楽しんでいるだけ」と断じられている。
病を封じた後、彼女が眠る神殿は正確な由来が忘れ去られながらも聖なる場所として歴代の国々に崇められ、多くの財宝が奉納されており、それをファンダルやグリードに目を付けられた。グリードが彼女に対して行った事に対しては仕方が無かったと彼を許している。

### 前作のアスタリスク所持者
ジャッカル
声 - 檜山修之
「シーフ」のアスタリスク所持者。元盗賊団リーダーだった口の悪い青年。19歳。今作では砂漠の自警団のリーダーになっており、パトロールと行き倒れた人の救助を行っている。オアシスの水が枯渇しつつあり、困っている人々のために水源珠を求めて敵対する。
フィオーレ・ディローザ
声 - 中田譲治
「赤魔道士」のアスタリスク所持者。41歳。元公国第三師団ブラッドローズ特務隊のリーダーだったが、その悪行が公国内でも問題視され投獄されていた。今作ではイスタンタール学園の准教授になっており、新エネルギーの開発を研究している。新エネルギーは人々の生活を飛躍的に向上させる可能性を秘めているが、錬成には大量の水が必要であり、水源珠を求めて敵対する。
ノブツナ・カミイズミ
声 - 緑川光
「ソードマスター」のアスタリスク所持者。48歳。元公国第一師団黒鉄之刃のリーダーであり、イデアの剣術の師匠。無類の猫好きであり、道中で拾った一匹の猫ツバキとともに旅を続けている。また、趣味は盆栽であり自宅にコレクションがある。今作では武者修行に出ていたが、倒された親友ブレイブの仇を討つべくイデアたちと合流する。剣術の通信教育で弟子入りしたイヤルキーを巡って敵対する。
メフィリア・ヴィーナス
声 - 新井里美
「召喚士」のアスタリスク所持者。24歳。元公国第三師団ブラッドローズ特務隊の一員でありヴィーナス三姉妹の次女。幼くして公国アカデミーの首席で将来を嘱望されていたが、前作では過酷な任務と恋人スレイマンの死亡で心に深い傷を負い精神を病んでいた。今作では伝説の召喚魔法を会得するために日夜研究に没頭しており、助手のイヤルキーを巡って敵対する。心の傷が癒えつつあるが、サディスティックな性格に変化しており、イヤルキーを豚呼ばわりしたりスクワット1000回を課せたりしている。
ニコソギー・ボリトリィ
声 - てらそままさき
「商人」のアスタリスク所持者。47歳。元マヌマット・ボリトリィ商会の会長だったが、その悪行が公国内でも問題視され投獄されていた。今作ではエイゼン地方の海岸を貿易都市にする計画を立てており、土地の買収を巡って敵対する。
ホーリー・ホワイト
声 - たかはし智秋
「白魔導師」のアスタリスク所持者。29歳。元公国第四師団空挺騎士団の一員であり、ヒーラーだがサディスティックかつアネゴ肌の性格をしている。今作ではエイゼン地方の土地の買収を巡って敵対する。
オミノス・クロウ
声 - 保志総一朗
「黒魔導師」のアスタリスク所持者。35歳。元公国第四師団空挺騎士団の一員であり、自身の非道な行動から組織内での人望はない。前作はイデアの上司だったが、その行動からイデア離反の要因になった。今作では究極獣魔法を会得するため調査隊を結成しており、遭難時に食料を巡って敵対する。
アルテミア・ヴィーナス
声 - 西沢広香
「狩人」のアスタリスク所持者。17歳。元公国第三師団ブラッドローズ特務隊の一員であり、ヴィーナス三姉妹の三女。モンスターのフロスティに育てられていた野生児で強者と戦うことを楽しみにしている。今作ではオミノスの用心棒をしており、遭難時に食料を巡って敵対する。
アルジェント・ハインケル
声 - 土師孝也
「ナイト」のアスタリスク所持者。45歳。元公国第四師団空挺騎士団のリーダーであり、今作では警部としてユノハナ市の治安を守っている。ホームズの伯父にあたる。
キキョウ・コノエ
声 - 斎藤恵理
「忍者」のアスタリスク所持者。24歳。元公国第一師団黒鉄之刃の一員であり、グッドマン司令の暗殺を計画していた。極度のあがり症で普段は一言も話さないが変装すると超スピードで会話し続ける。今作では持ち前の変装術を生かして、私立探偵の仕事をしている。
ベアリング・アウト
声 - 大塚芳忠
「モンク」のアスタリスク所持者。27歳。元エタルニア公国空挺騎士団の操舵手。今作では接骨院を作ってホーリーと一緒にやろうとしている。またフロウエルで男女共学の学校を作ろうとしている部下の所に駆けつけてきた。見た目は脳筋で頭の悪そうな風体だがいくつもの教員資格を持っていることが判明する。
エインフェリア・ヴィーナス
声 - 甲斐田裕子
「ヴァルキリー」のアスタリスク所持者。28歳。ヴィーナス三姉妹の長女。前作での公国軍の壊滅後ブラッドローズ特務隊を離れ、とある修行のために各地を旅していたがフロウエルで男女別学の学校を作ろうとしている部下の所に駆けつけてきた。
プリン・ア・ラ・モード
声 - 水沢史絵
「スーパースター」のアスタリスク所持者。永遠の17歳。元公国第一師団黒鉄之刃の一員であり、前作でティズ達に敗れ引退したが、いつの間にか芸能界に復帰していた。今作ではウットリート氏の未発表曲を自分の持ち歌にしようと孫のウットリート三世に嘆願したが、意味不明な言葉遣いだったために内容が伝わらなかった。ユウたちが代わりに話を聞くものの、「カビ臭いドドド演歌な楽曲をポップでキュートでガーリィでkawaiiな曲にアレンジ」「戦場アイドル・プリンが世紀の未発表曲をオシャリーヌにアレイズ（蘇らせる）」と理解に苦しむ表現だった。頭が悪そうに見えるが計算高い性格をしている。ニコライは彼女のファンであり、部屋に写真が何枚も飾ってある。
ハイレディン・バルバロッサ
声 - 廣田行生
「海賊」のアスタリスク所持者。38歳。元公国第一師団黒鉄之刃の副団長であり、前作では海戦部隊を率いてエイゼンベルグ海軍を全滅させた凄腕。今作では「この曲を海の男のロマンがわかる者に託す」とされた「巨大船」をプリンがアレンジして持ち歌にすることをチラシを見て知り、曲調の大幅な改変や甘ったるい歌詞に激怒し、ウットリート三世に抗議したものの、割れ鐘のような大きな声に何も伝わらなかった。
アナゼル・ディー
声 - 竹内良太
「暗黒騎士」のアスタリスク所持者。23歳。エタルニア公国軍六人会議の一員であり、元帥ブレイブの腹心の部下。フロウエルの孤児だったがブレイブに拾われ兄妹同然に育てられた。今作ではグランシップに出来た新国家にて、子供達の未来を守るため立ち上がった。元は捨て子として泥水をすする過酷な生活をしていたが故の行動であった。
この騒動で彼と戦う事になった場合、彼との戦闘を長引かせるとイデアにたどたどしい口調で「この国のために」とプロポーズをするが、「なんでこんな時にそんな話するのよ、バカッ!!」と一蹴される（前作と同じ展開である）。
主人公一行が窮地に立たされた際に突然現れる事があるが、その時の彼はリングアベルが変装したもの。次元管理官は正体を明かしてはいけないために黒騎士の甲冑で顔を隠していたが、妖狐との最終対決で場所が妖狐の管轄する空間だったため特例があり、妖狐の精神攻撃を受けたイデアを救うべく正体を明かした。
マルメ・コンダ・マヌマット8世
声 - 白鳥哲
「時魔道士」のアスタリスク所持者。元ラクリーカ国王。動力を失たグランシップで税制担当大臣として、木製の民芸品でかろうじて食いつないでいるのに福祉に金を掛けすぎている、と大規模な減税を主張し、アナゼルと対立する。
ブレイブ・リー
声 - 子安武人
「聖騎士」のアスタリスク所持者。エタルニア公国軍元帥にして、イデアの父であり、アナゼルの育ての親。クリスタル正教との和平調印式に出席していたが、グランツ帝国の襲撃を受け、皇帝オブリビオンの圧倒的な力の前に敗れてしまう。その後は安全な所に隠れて怪我を療養するため行方不明になってしまう。ストーリーを進めるとイデアの前に姿を現し、後継者としての覚悟を試すために大元帥の剣と盾の入手の試練を与えてくる。

### その他の人物
アルフレッド
ゼネオルシア家に仕える執事。
オーサー
フルネームは正教騎士オーサー・カムラン。騎士になりたての若者で三銃士に憧れを抱く。ジャンの裏切りの際はユウと同様、川に落ちて命拾いをする。5章でもカムラン家はジャンにとっては復讐の相手であったがオーサー自身は生まれていなかったため相手にされなかった。
ブラックベリー
月面ムンフォルトの司令官。正式名称はヴァイスプレジデント ブラックベリー。マグノリアとリングアベルの上官であるが詳細は不明。
リーファ
イスタンタールに通うユウの後輩。3ツ星。魔王に関する研究をしている。最終的にはマルマールをこき使うようになった。
マルマール
イスタンタールに通う五ツ星の生徒。ただし、その星はどうも家柄によって得たものらしい。太った体格で横柄な性格であり、自分より格下のリーファをいびっている。
マーサ
イスタンタール寄宿舎の寮母。
ダンザブロウ
ヨーコの兄。ハルトシルトの街でヨーコと再会し、エイミーが防ぐエイゼン大橋を渡るためにユウ達に協力する。エイミーが放つ銃弾を刀で斬る凄腕。ユノハナでヨーコが失踪した際は、ユウ達と共に源泉洞へ彼女を探しに行くが、そこで彼が妖狐がユウの記憶を元に作った幻であった事が明かされる。
サクラ
ユノハナ湯屋の仲居。おっとりとした口調でティズ一行を和ませてくれるが湯屋の業務をすべて一人でこなし、湯屋が湯船になってからもティズ一行とともに旅を続け操縦まで覚えた。
クサツ・アリマ
ユノハナ四代目当主。語尾に「でばす」が付く。西洋の甘いお菓子は苦手。
シルヴィ
前作でアニエスをかばって息絶えた水の巫女オリビアの後継者で巫女見習い。見習いながら水のクリスタルに結界を張ったり巫女としての資質は備わっている。極度の人見知り。5章で水のクリスタルの結界をアンネの策謀により解いてしまう。
ロータス
サジッタの里のエンジニア。族長の娘を嫁に娶るも先立たれてしまった。息子のプロキオンに対しては里の族長を継ぐ建前を支持しながらも、彼にいろんな世界を見て回って自分で自身の未来を決めて欲しい、という本心を持っている。主にイデアのせいでボロボロになった砂時計を「本当は溶接工の仕事なんだが。」といいつつ補修した。
アルタイル
声 - 小杉十郎太
ティズに憑依し、ユウ一行に度々助言する謎の人物。いつの間にかUの手帳の加筆に参加しており、名前が分かるまではそのペンの色からユウ達から「紫のペンの人」と呼ばれる。
その正体は大昔に光の大船でルクセンダルクにやってきた、2人の神界の人物の一人。次元管理局でバスターシップ、時空の羅針盤、月魔法などを発明するなど、高度な技術力を持つ。
34歳で死去したが、神界に残してきたベガへの思いを捨て切れず、魂となって神界の霊石に宿る。後にこの霊石はティズの蘇生に使われたため、彼は月の夜にティズの体を使えるようになった。
ベガとは左遷先の研究所の同僚でもあった。野菜嫌いだったため、野菜を食べさせようとしたベガが考案した「野菜ことわざ」を吹き込まれており、それを事ある毎に口にする。住んでいた惑星が滅ぶ前に月からルクセンダルクに向かうが、何らかの理由でベガは光の大船に搭乗できず、永らく離れ離れのままであった。
妖狐に出会い、原死病の封印を依頼された人物でもある。
ベガ
声 - 井上喜久子
アルタイルの想い人。スキー場でリフトが止まってしまった時に一緒に乗り合わせたのが二人の馴れ初め。その時は無碍に断ったが、次第に惹かれあい結婚する。アルタイルがなけなしの給料を研究に注ぎ込むために結婚指輪が買えないほど生活は貧しかったが、幸せな生活を送っていた。
プロビデンスの話では、ルクセンダルクに向かう途中で何らかの理由で嘘の集合場所を教えられ、滅びゆく惑星に独り取り残されてしまったとのこと。 : その怨念をプロビデンスに利用され、取り込まれて利用されていたが、アルタイルからの呼びかけにより希望を取り戻し、プロビデンスの支配から抜け出した。
プロビデンスを倒した後、ユウ達に感謝の意を伝え、アルタイルと共に二人揃って旅立っていった。
作中で登場する各々の魔王と背景に出現する特殊空間は二人の生前の思い出の数々がモチーフになっており、プロビデンスの居場所に至っては結婚式場がモチーフである。
冒険家と相棒
声 - 川澄綾子（冒険家）
今作でも、とある場所で隠しボスとして戦うことが出来る。エンディングでは前作『BDFtS』で冒険者がノルエンデ渓谷でティズに会った際に服装が緑になっていた伏線（各地で公国のアスタリスク所持者を救命していた緑の服の人）の解明と、冒険家の素性の一部が明らかになる。
その正体は「デネブ」という女性で、アルタイルとベガの親友だったという。本作のオープニングとエンディングの語り手は彼女である。
ファンダル・ゼネオルシア
2400年前のゼネオルシア家の初代当主で、正教騎士団初代三従士リーダー。ゼネオルシア家の繁栄の礎を築いたが、その言動は清廉潔白とは言いがたく、自らに反抗する者や気に食わない者、欲しい財産を持つ者を正教の名の下に粛清していた。彼が定めた家訓に歯向かった歴代のゼネオルシア家の人間は粛清され、墓に墓碑銘が刻まれていない。
彼が定めた家訓は、妖狐の原死病を自らの子孫に治させるためのものであった。
グリード・ゼネオルシア
ゼネオルシア家の先代当主。20数年前、ゼネオルシア霊廟の暗号化されたファンダルの遺訓を読み解き、収められた財宝を目的に妖狐の神殿に赴く。
ゼネオルシア家が負う使命とされていた妖狐の治療に取り組む事を決めるが、妖狐を神殿から搬送したことが原死病のパンデミックの原因となる。ガテラティオでパンデミックを起こさぬように、船員や妖狐を憑依させた娘や汚染された財宝諸共船を沈める非情な決断をしたが、寄港地での病気の発生や、汚染された船が海賊に奪われるなどの理由で結局パンデミックは起きてしまった。
本人はクリスタル正教を立て直すのに十分な大量の財宝とともに凱旋し、その後は原死病によって混乱と腐敗が多発した世界を武力で乗り切った。その過程で公国から正教の軍縮を求められ、それに反発したバレストラ家らを討っている。
チャラン軍曹、ポラン二等兵
グランツ帝国に所属する兵士。ポランは他人の話や小難しい単語の意味を理解できない事が多い模様。
アンネ
声 - 鶴ひろみ
オブリビオンに付き従う、黒いアゲハ蝶のような翅を持つ妖精。皇帝の秘書的存在で、数々の助言や戦況の分析・報告を淡々とこなす一方、時折覗かせる酷薄で残忍な性格は、味方の将兵を大いに震え上がらせる。
その正体は邪神プロビデンスの下僕で、ブロビデンス復活のためにその邪魔となる月の破壊を目論み暗躍していた。エアリーは彼女の後に生まれた妖精族であるため、アンネは自らをエアリーの姉と語っている。神界への侵攻と破壊を目論んだウロボロスの下僕であるエアリーの事は敵と認識しており、前作の結末には喜んでいた。ちなみに、前作のオープニングとエンディングの語り手は彼女である。
邪神 プロビデンス
神界に存在する神であり、ルクセンダルクへの侵攻を目論んでいる。
ドリームエナジー研究生
イスタンタールでディローザと共に新エネルギーの研究を行っているが、成果を出すためには大量の純水が必要となるため苦慮している。ナダラケス遺跡に存在する水源珠の行方によって研究の成否が分岐する。
イヤルキー・ニナンネイ
イスタンタールで魔法学を専攻して星4で卒業後、ラクリーカ動力推進本部に就職した若者。就職後の重労働に耐えかねメフィリアと共に瘴気の森へ逃亡する。メフィリアとは性格の相性が良く、スクワット1000回などの責めに悦んで応える。
カチョウ・ドマーリ
ラクリーカ動力推進本部次長。イヤルキーの上司で、昔ながらの体育会系の職場しごきを行っていた。
老人と孫娘
長年続く内戦を避け、かつて住んでいた海岸の廃屋に移り住もうとやってきたが土地の明け渡しに巻き込まれる。土地を明け渡すか否かで2人の住処が分岐する。
配達の男
グラープ砦に向かった探検隊のために食料を配達しようとした矢先に怪我をしてイデア達に配達を依頼する。探検隊メンバー、チャプライの父親。
リゾット、パエリア、チャプライ
探検隊メンバー。食料分配の選択で展開が分岐する。
バハムート
オミノスの相棒。バハムートという名前のファイアドゴン。選択によって究極獣魔法フェムトフレアを覚える。
ホームズ
ハインケルとキキョウの親戚。警察と探偵の恵まれた血筋の一家に生まれるが才能は未だ目覚めず、とある発言で場を凍りつかせる。進路の選択によって展開が分岐する。
ワトスン
ホームズの親友でサポート役。ホームズ同様、恵まれた血筋の一家に生まれるが常にホームズ家のサポート役としての地位に甘んじていることにコンプレックスを持っている。変装の達人。
タバ・カラレ
故人。成金の資産家でかなり有名だったがシュタルクフォートを購入しようとした矢先に殺害された。
カネメアーテ
カラレ卿の夫人。分岐によっては殺害される。
ジーヌ・シー
シュタルクフォート一帯の地主。カラレ卿の殺害現場にいたため事件に巻き込まれる。
ムリシッツ・ミタテ
カラレ卿のメインバンク、エイゼン銀行の担当者。カラレ卿の殺害現場にいたため事件に巻き込まれる。
マルナゲータ・マカシタ
イスタンタール教育学部長。「お口チャック～！」が口癖。イデアをフロウエル教育長に抜擢し新学園を男女共学か別々かの選択を押し付けてダスク遺跡へ視察に向かう。
ツーン・ オスマシー
マルナゲータの秘書。マルナゲータに常に同行している。
ダンドリー・バッチシ
マルナゲータの秘書。有無を言わさぬ段取りの達人。
アラッテ・ネイジャージ
男女共学派の教師。元空挺騎士団でベアリングの部下だが名前を覚えてもらっていない。
ミニーメ・ノスカート
男女別々派の教師。元ブラッドローズ特務隊でエンフェリアの部下だが名前を覚えてもらっていない。
ウットリート3世
前作に登場した名作曲家、ウットリートの孫。会話が歌になってしまう癖がある。祖父の遺した楽曲をアレンジを許すかそのままにすべきか迷っている。
孤児
新生グランシップ共和国で暮らす。高福祉国家政策か減税最優先政策かの選択によって境遇が分岐する。

## 世界観
前作から引き続き登場する世界観の概要については前作の世界観も参照のこと。

### エタルニア地方
厳高地と呼ばれる高山に周りを囲まれた大陸。
正教首都 ガテラティオ
エタルニアで唯一の港町であり、クリスタル正教総本山、土の神殿と聖地を巡礼する街道の入り口に位置し古くから大いに栄えた都市。信仰に篤い各国の貴族や名家がこぞって別荘や屋敷を構えた。町の北方にそびえる信仰の門は聖地防衛のための重要な軍事施設であり、正教騎士団を擁している。エタルニア公国隆盛期は自ら正教騎士団を放棄し、かろうじて自治が認められていたが、その後、正教と公国の和平の機運が高まり、正教首都として正式に認められ、大聖堂の再建、正教騎士団の再結成とかつての勢いを取り戻しつつある。その大聖堂で和平調印式が執り行われるはずだった。
巡教の森
ガテラティオとエタルニアを結ぶ森。
氷結洞
エタルニア公国軍総司令部へと繋がる氷の洞窟。
新生グランシップ共和国
かつての沈みそうな国グランシップ。何者かと魔王の壮絶な遭遇戦でエタルニアの東に出来たクレーターに着水後、動かなくなった。
吸血鬼城
別名「真実の館」。前作ではキーストーンを入手しなければ入ることができなかったが今回はシナリオを進めることで入ることが可能。サブシナリオである人物と再会することになる。

### ナダラケス地方
風が吹きすさぶ荒野。
魔法学園都市 イスタンタール
ラクリーカの宰相の提言によりナダラケス大陸に建設された学園都市。住民は学校の生徒や教員、職員などがほとんどで、商店も書店など学校に必要な物が中心となっている、学校のためにある街。特に魔法学が隆盛していることから、「魔法学園都市」の異名を持つ。世界中の学者や学生が集まり、日夜あらゆる学問について議論が交わされている。ここの大教授の手によって旧来とは異なる新体系の魔法の定義付けが行われた。
与えられた星の数による階級社会。星は基本的に習得した知識の深さに拠るが、多額の寄付をした家に贈られることもある。中には星の数そのものを目的にしてしまっている者もいる。
ナダラケス海蝕洞
ナダラケス地方のはるか南にある洞窟。

### エイゼン地方
温泉郷 ユノハナ
エイゼン大陸の北東に位置し、数百年前に忽然と姿を消した“和の国”の文化様式を色濃く受け継ぐ街。カッカ火山の麓にある洞窟から湧き出る豊富な温泉を利用した一大観光地となっている。現在の当主であるアリマ氏の先祖がこの地で暴れ回るアカオニを退治して追い払ったのが始まりだとされ、以来、すでに4代を重ねるほどに歴史もあり、五本刀と呼ばれる強大な武力と、負傷兵を引き取るという戦時協定により、先の内戦でも戦禍にさらされることなく現在にいたっているという。
源泉洞
ユノハナの西にある温泉洞窟。源泉の効能により、フロアによって戦闘中様々な効果が起こる。
火の次元洞
前作の地底火山洞にあたる。ゲームクリア後に訪れることが出来る。

### フロウエル地方
魔王封印地
フロウエル地方のはるか北にある大穴。魔王が封印されている。
サジッタの森
守護獣の亡骸がある不気味な樹上の奥に位置する森。
サジッタの隠れ里
山の山頂の村。周囲には中に浮く土地が存在する。里の伝承によると住民は月の民の末裔であり、魔王を倒す使命があるという。土地は飛行戦艦サジタリウスの成れの果てと云われている。魔王を倒す兵器を保持している。

### ユルヤナ地方
カプカプの里
人里離れたうっそうとした森の中にひっそりとたたずむ謎の集落。「カプの協力者」から出荷されてくるカプカプは、この里で命が吹き込まれ、世界中に拡散してゆく。
山の次元洞
前作のキレート山にあたる。ゲームクリア後に訪れることが出来る。

### カルディス地方
今作では何故か消失している。終盤に訪れることが可能になるが、ユウ達がたどり着くまで誰一人その存在に気付く事がない。カルディス大陸の存在そのものが消滅していたかのような描写があるが、詳しい理由は不明で、本作で明かされることはない。
終わりの国 カルディスラ
カルディス大陸の南に位置する王国。前作の始まりの国から終わりの国へと変わっている。
神界への道
前作で塞がれた大穴に出現しており、黒い霧に覆われている。
砦の次元洞
前作のセントロ砦跡にあたる。ゲームクリア後に訪れることが出来る。

### その他
ムンフォルト
マグノリアの故郷である月面基地。魔王ディアマンテによって壊滅(アンネによると3日3晩火の海になった)したが、マグノリアの上官など生き残りがいる。

## 用語
前作から引き続き登場する用語の概要については前作の用語も参照のこと。
グランツ帝国
皇帝オブリビオンが興した帝国。浮遊城を拠点にして幾多のアスタリスク所持者を従え、強力な兵力を有している。その圧倒的な軍事力で、正教騎士団と公国軍を壊滅させ、法王アニエスを拉致した。

SP
スリープポイントの略称。水力発電や風力発電など同様に、時間の流れをエネルギー化したものとされる。砂時計やSP砲を介してSPを超常的な力に変換できる。サジッタでは特殊な装置を使用して睡眠中の人々からSPを収集してSPタンクに貯蓄し、SP砲の砲撃に使用している。また、SPには人間の「想い」も格納されており、SP流出時にそれが確認できる。5章でSPによる時間遡行を実行するが、SPには人の想いが格納されることが影響してか、遡行前の世界の出来事を憶えている人がいる。また、アルタイルやベガのように強い想いは魂として現世に留まり続けることができる。
砂時計
マグノリアが持つ月の民の秘宝。時間の力を少しずつ蓄積し、戦闘中にその力を解放することでブレイブリーセカンドが発動し、極めて短期間ではあるが使用者以外の時間を停止させることができる。ブレイブリーセカンドを発動する以外にも、ストーリー上で重要な意味を持つアイテムだが、イデアにはぞんざいに扱われており、ロータスによって修復される。
前作の物語開始時にノルエンデ渓谷で冒険家がティズに砂時計を渡しているが、これは邪神撃破後に冒険家がマグノリアから砂時計を預かり、過去に戻ってティズに渡したためである。これにより前作から蓄積され続けた想いをティズの中に満たすことで完全蘇生を果たした。

浮遊石
文字通り、宙に浮く謎の石。サジッタの隠れ里が浮遊しているのは里自体が浮遊石でできているためである。飛空艇はこの浮遊石を力を使用して飛行している。

時空の羅針盤
ホーリーピラーの中で使用することで任意の過去・未来に時間移動できるアイテム。数億年前にアルタイルが苦心の末に完成させ研究所に保管されていたが、現在はナダラケス海蝕洞に安置されている。
アルタイルによると、過去の世界に時間移動した場合、現在の世界は消滅して過去の世界に上書きされるという。ゆえにアンネは自分にとって不都合な歴史の改変が起こさせないようデニーを遥か先の未来に飛ばしている。

神界
プレイヤーがいる現実世界を示す。ブレイブリーシリーズは神界の住人であるプレイヤーが主人公を操作しているという設定で物語が進行する。アルタイルとベガが神界にいた時代は環境汚染で有毒な雨が降ったため、雨の日は傘が必須だった。

魔王
物語が開始する１年前から、何処からか飛来した魔物の王と称される謎の巨大生物。魔王戦では異相空間と呼ばれる特殊な空間でバトルすることになる。月面基地に出現した魔王はバスターシップによって弱体化させることができる。魔王の中には「改」の名前が付く各能力が大幅に上昇した個体も存在するが、改の魔王を撃破できれば希少なアイテムを入手できることがある。その正体は邪神プロビデンスによってアルタイルを想うベガの記憶が魔物化したものであり、ルクセンダルクの侵略を目的に神界から送り込まれている。
第一天魔王 白鳩
アルタイルとベガが結婚式を挙げた時の幸せな想いが魔物化した魔王。白いベールをかぶった巨大な鳥の骨ような姿をしている。ロンターノ離宮に出現する。
第二天魔王 赤服
アルタイルとベガが高級レストランでクリスマスを過ごした幸せな想いが魔物化した魔王。サンタの赤い服を着たカタツムリのような姿をしている。
第三天魔王 管付
アルタイルとベガが職場で研究に没頭する幸せな想いが魔物化した魔王。手足が試験管となったマスクをかぶったとなった怪人のような姿をしている。
第四天魔王 蝶尾
アルタイルとベガが夏祭りで金魚すくいを楽しむ幸せな想いが魔物化した魔王。内臓が宝石でできた赤い巨大魚のような姿をしている。
第五天魔王 雲丹
アルタイルとベガが雨の中で相合い傘をしたときの想いが魔物化した魔王。傘の生えた巨大なウニのような姿をしている。バスターシップによって弱体化された個体が魔王封印地に出現する。
第六天魔王 白山
アルタイルとベガが初めて出会ったときの想いが魔物化した魔王。雪山のような身体にスケート靴のような頭部がついた姿をしている。
魔王ディアマンテ
マグノリアが追っている強力な魔王。ユニコーンに骸骨が騎乗したような姿をしている。１年前に月面基地を壊滅させた後にルクセンダルクに飛来し、ユルヤナ老師と死闘を繰り広げ、休眠状態になった。帝国は休眠状態のディアマンテを浮遊城として利用している。

原死病
光の大船の中で、神界の病とルクセンダルクの病が混ざり合ったことで誕生した、極めて凶悪な病。死病の種を妖狐が我が身に取り込み、自身を封印したことでパンデミックは免れた。2400年前にファンダルが妖狐と出会い、原死病の治療を子孫に行わせることを約束する。

世界疫病
20数年前にファンダルの遺訓に従いグリードが治療のために妖狐を宿した少女を搬送した結果、世界疫病が発生した。少女と面会した聖祓魔師ガイストは隔離と治療を進言したが、愛情深き者(少女の祖父)と慈悲深き者(法王)を味方につけた野心深き者(グリード)の策略により少女を乗せた船は出港し、パンデミックが引き起こされた。世界疫病は前作の公国が誕生した発端などの様々な災いの元となった。
この原死病が他の病原体と混ざるとさらに変異して世界の全生物を死滅させるほどの病気になるという。ゆえにいかにセカンドパンデミックを食い止めることが命題であり、医療省はワクチンの開発に取り組んだ。ワクチンの開発は時間との勝負であり、研究員やその家族が新薬の被験者となった。研究主任だったノルゼンでさえも度重なる新薬の投与で五感の1つを失っている。原死病は猫には発症しなかったことをミネットの母親が発見し、娘のミネットに投与した新薬で原死病の発症を抑止できたため、ワクチン開発の成功に紐付いた。ワクチンが出来たのはブレイブが正教に反旗を翻した後だった。

次元管理官
作中でどういうものなのかは語られていないが、妖狐のサブシナリオでリングアベルが就いたと語られる役職。断片的に語られる情報からシリーズ内で語られるタイムトラベルや平行世界への干渉などに関わっていると思われる。

ブレイブリーソード
次元を切り裂く魔剣。手にしたいと願う者に、その者が一番大切なものを差し出せと迫る。エンディングでリングアベルがこの世界を訪れた理由の一つがこの剣の実在の確認だと言う事が語られる、と同時に「第三の鍵」とも言われている。

## プロモーション
ブレイブリーセカンド 無料で遊べる三銃士編
2014年12月10日より配信されている無料体験版。
前作同様に体験版のみのオリジナルストーリーとなっており、クリアデータの一部を製品版へ引き継ぎ可能。
早期購入キャンペーン

店舗別予約キャンペーン

## 主題歌
オープニングテーマ「Great Distance」
歌 - ryo (supercell) feat.chelly
エンディングテーマ「Last Song」
歌 - ryo (supercell) feat.chelly

## 関連商品
書籍関連
- BRAVELY SECOND END LAYER N3DS版 ファーストブレイブガイド（ISBN 978-4087797190）
- ブレイブリーセカンド エンドレイヤー 公式コンプリートガイド（ISBN 978-4757546349）
- BRAVELY SECOND Design Works THE ART OF BRAVELY 2013-2015（ISBN 978-4757546356）
- Rの手帳 セカンドvol.1～お呼びでない?（小説）（ISBN 978-4757546325）
- Rの手帳 セカンドvol.2～俺って誰？（小説）（ISBN 978-4757546332）

CD関連
- BRAVELY SECOND END LAYER Original Soundtrack